# Живко Кораћ
Живко Кораћ (Велики Шушњар, 29. октобар 1957 — Влаховић, код Глине, 14. јануар 2001) био је српски војник за време рата у Хрватској.
Као последњи униформисани војник Српске војске Крајине, од Операције Олуја августа 1995. године измицао је хрватским потерама скривајући се и пружајући отпор по банијским шумама. Када је опкољен 14. јануара 2001. године, активирао је бомбу како не би пао у руке хрватским властима.

## Биографија
Рођен је 29. октобра 1957. године у Великом Шушњару у срцу Баније у породици православних верника. Никад није био члан комунистичке партије, што му је била препрека да добије посао у већим фирмама.
Одмах на почетку ратних сукоба, одазвао се војном позиву и ступио у одбрану српских села и градова на Банији. Током рата је био и два пута рањаван, на Бенковцу и у Операцији Коридор.
Хрватска војска и полиција је августа 1995. године покренула Операцију Олуја са којом је дошло до егзодуса након протеривања српског становништва. Током повлачења српских избеглица, Живко је својој породици рекао: „Ви идите, а ја не дам своју кућу и своју земљу”. Након тога Живко одлази код своје бaкe у Велики Шушњар где се скрива кратко време, ту убрзо убија хрватског војника који је често долазио у то већ опљачкано и протерано српско село. После тога Живко облачи униформу Српске војске Крајине, узима наоружање и одлази у шуме.
Хрватска власт организује потеру за како они наводе „одбјеглим четником”. Ту се укључује полиција и војска Хрватске као и ловци из ловачког друштва „Фазан” који под маском лова на дивље звери увелико учествују у потери. Поред великог броја наоружаних људи ту су још укључени пси трагачи и хеликоптери. Живко Кораћ је једину предност имао у томе што је Банију знао као свој џеп. Током хајдуковања Живко је ликвидирао још троје Хрвата како би избегао откривање, међу њима био је и један ловац који је кренуо да ухвати „дивљу звијерку”, јер је новчана награда била јако примамљива.
На Српску нову годину 14. јануара 2001. кад је планина била без лишћа, Кораћа коначно успевају да опколе, тај дан је борба са Живком трајала два сата, јер је Кораћ пружао отпор бацајући бомбе на хрватске полицајце. Видевши да се нашао у безизлазној ситуацији и без помишљања на предају, Живко је активирао бомбу и ставио себи на прса.
Иза себе је оставио сина Душана и ћерку Гордану.